# Aleksandr Szatskich
Aleksandr Anatoljewicz Szatskich, ros. Александр Анатольевич Шатских (ur. 21 stycznia 1974 w Tałdykorganie, Kazachska SRR, zm. 30 listopada 2020) – kazachski piłkarz pochodzenia rosyjskiego, grający na pozycji napastnika.

## Kariera piłkarska

### Kariera klubowa
Wychowanek Żetysu Tałdykorgan. W 1990 rozpoczął karierę piłkarską w rodzimym klubie, który w 1992 zmienił nazwę na Kajnar Tałdykorgan. W 1997 wyjechał do Rosji, gdzie został piłkarzem klubu Czkałowiec-1936 Nowosybirsk. W 1998 powrócił do ojczyzny i potem występował w klubach FK Astana, Irtysz Pawłodar, CSKA Kajrat Ałmaty i Jesil-Bogatyr Petropawł. Od 2002 ponownie grał w Irtyszu Pawłodar, Żengysie Astana i Żetysu Tałdykorgan. W 2007 podpisał kontrakt z Megasportem Ałmaty. W 2009 przeniósł się do Łokomotiwu Astana, w którym zakończył karierę piłkarza.

### Kariera reprezentacyjna
W 2003 rozegrał jeden mecz w narodowej reprezentacji Kazachstanu.

## Sukcesy i odznaczenia

### Sukcesy piłkarskie
Irtysz Pawłodar
- mistrz Kazachstanu: 2002

Jesil-Bogatyr Petropawł
- brązowy medalista Mistrzostw Kazachstanu: 2001

Żengys Astana
- brązowy medalista Mistrzostw Kazachstanu: 2003

Megasport Ałmaty
- mistrz Kazachskiej Pierwszej Ligi: 2007

Łokomotiw Astana
- wicemistrz Kazachstanu: 2009